# Gösta Rubensson
Gösta Erling Rubensson, född 17 september 1927 i Örebro, död 19 juni 2017 i Enköpings församling, var en svensk keramiker och grafiker.
Han är son till verkstadschefen Ruben Andersson och från 1953 gift med keramikern Ullalisa Rubensson. Han studerade vid Slöjdföreningens skola i Göteborg och Otte Skölds målarskola i Stockholm samt vid Konsthögskolans grafiska linje 1952–1957. Tillsammans med sin fru arbetade han i fruns keramikverkstad i Enköping där de tillverkade den så kallade Munk keramiken. Tillverkningen bestod av nytto- och prydnadsföremål samt munkar och figurer med grottmålningsliknande bilder. Separat ställde han ut i bland annat Enköping, Dalsjöfors och Luleå med etsningar och träsnitt. Tillsammans med sin fru medverkade han några gånger i julutställningarna på Galerie Æsthetica i Stockholm med keramikföremål. Gösta Rubensson är gravsatt i minneslunden på S:t Olofs kyrkogård, Enköpings pastorat.